# Thimerfonat
Thimerfonat, auch Timerfonat, ist eine organische Quecksilberverbindung und eine Benzolsulfonsäure, die seit den 1930er Jahren Impfstoffen zugesetzt wird, um diese keimfrei zu halten. Es wurde meist als Natriumsalz eingesetzt. Mit Ausnahme von pandemischen Impfstoffen in Mehrdosenbehältnissen (also spezielle Impfstoffe im Falle einer Pandemie) werden indes keine organische quecksilberhaltige Verbindungen mehr eingesetzt.
Thimerfonat war in vielen bakteriellen Impfstoffen (Cholera, Pneumokokken), in Grippeimpfstoffen oder auch bei Impfstoffen gegen Diphtherie  enthalten. Die WHO hatte seinerzeit keine Bedenken gegen den Einsatz. Sowohl die EMA, als auch das Institute of Medicine sahen keine wissenschaftlichen Hinweis auf einen Zusammenhang zwischen Impfungen und Autismus oder anderen neurologischen Störungen bei Kindern. Die FDA schloss sich dieser Einschätzung an.
Natriumtimerfonat wird von der EU auf der Liste der pharmazeutischen Stoffe geführt, für die Zollfreiheit gilt.